# کریستف اشنباخ
کریستف اشنباخ (به آلمانی: Christoph Eschenbach) (زادهٔ ۲۰ فوریهٔ ۱۹۴۰) نوازندهٔ پیانو و رهبر ارکستر اهل آلمان است.
او برندهٔ چندین جایزه و نشان، ازجمله جایزهٔ گرَمی و نشان شوالیه از دولت فرانسه شده‌است.